# Nervostroma cercidiphylli
Nervostroma cercidiphylli är en svampart som beskrevs av Narumi & Y. Harada 2006. Nervostroma cercidiphylli ingår i släktet Nervostroma och familjen Sclerotiniaceae.   Inga underarter finns listade i Catalogue of Life.